# ماژنا روگالسکا
ماژنا روگالسکا (لهستانی: Marzena Rogalska؛ زادهٔ ۱۳ آوریل ۱۹۷۰) بازیگر، روزنامه‌نگار و مؤلف اهل لهستان است.
از فیلم‌ها یا مجموعه‌های تلویزیونی که وی در آن‌ها نقش داشته است، می‌توان به ماگدا ام.، پرستار کودک، تستوسترون و یوب، آخرین سلول خاکستری مغز اشاره نمود.